# Shuga Wuga
Silvia Álvarez Lorca, més coneguda pel seu nom artístic Shuga Wuga, és una cantant de hip-hop catalana, nascuda a Sant Boi de Llobregat.

## Biografia
Va ser una participant de la banda Magnatiz, que anteriorment s'anomenava Muerte Acústica, juntament amb els seus companys Loren, Soma i ZPU, amb els quals va editar tres LP, anomenats “A puerto”, “Triste Navidad” i “Rara avis”.
Ja en solitari Shuga Wuga també ha seguit treballant fins a llançar el seu àlbum anomenat “Malizzia” l'any 2001 i pel qual va obtenir moltíssim èxit.
La cantant treballa juntament amb el seu antic company Loren, com a membre del grup Banda Ampla i amb el qual en 2008 va estrenar nou disc “Se acabó el Romanticismo”.

## Discografia

### Àlbums
- Malizzia (2001)